# Eric Philips
Eric Louis Jules Philips, OAM (né le 30 avril 1962), est un explorateur polaire, aventurier et guide polaire australien. En 2025, il participe à la mission spatiale privée Fram2 en tant que spécialiste de mission et officier médical, devenant l’un des premiers Australiens à survoler les pôles depuis l’espace.

## Biographie
Philips a étudié à l’Université d'Australie-Méridionale, où il a obtenu un diplôme d’enseignement, un baccalauréat en éducation et un diplôme d’études supérieures en éducation en plein air. Il a été directeur de l’éducation en plein air sur le campus renommé de Timbertop (en) de la Geelong Grammar School.
Philips a mené des expéditions à ski à travers les calottes glaciaires du Groenland, de l’île d'Ellesmere, de l’Islande, du Svalbard et de la Patagonie. Il a été le premier Australien, avec son partenaire Jon Muir (en), à skier jusqu’au pôle Nord et au pôle Sud. En 2002, Philips a skié jusqu’au pôle Nord depuis la Sibérie, produisant un film intitulé Icetrek North Pole, et depuis, il a guidé de nombreuses expéditions commerciales au pôle Nord, y compris l’étape entre le pôle Nord et le Canada de la course Pole to Pole Run de Pat Farmer (en) en 2011.
En 1995, Philips a traversé le Groenland à ski, en cerf-volant et en kayak, de Tasiilaq à Kangerlussuaq, ce qui a donné lieu au film primé aux Emmy Awards Chasing the Midnight Sun. Il a utilisé des méthodes similaires pour traverser la calotte glaciaire de Patagonie du Sud du Chili à l’Argentine, produisant le film Riding the Tempest. Philips a également skié à travers les calottes glaciaires en Islande (2003) et sur l’île d'Ellesmere (1992) et, en 2008, il a skié de Ny-Ålesund à Longyearbyen sur l’île de Spitzberg.
En 1996-97, Philips a travaillé comme officier de formation sur le terrain à la base antarctique Mawson pour le département australien de l'Antarctique, et de nouveau en 2008-09 en tant que chef de projet de l’Année Polaire Internationale Antarctica’s Gamburtsev Province Project (AGAP) Nord. En 2006-07, il a navigué avec sa famille à bord du navire renforcé contre la glace Sarsen jusqu’à la baie du Commonwealth en Antarctique, et en 2009, il a fait le tour du Groenland à bord du brise-glace MV Arctic Sunrise de Greenpeace dans le cadre de leur expédition Climate Impacts.
En 1998-99, avec Jon Muir (en) et Peter Hillary (en), Philips a skié depuis la base antarctique McMurdo en Antarctique jusqu’au pôle Sud via la plateforme de glace de Ross et le glacier Shackleton. Cette expédition à ski de 84 jours et 1 425 km a utilisé des cerfs-volants de traction pour exploiter le vent. Un film, Into the Teeth of the Blizzard, a été produit à propos de cette expédition. Philips a également guidé une expédition commerciale à ski de 925 km depuis la plateforme de glace de Filchner-Ronne jusqu’au pôle Sud en 2007-08 et, en 2012, il a guidé Pat Farmer lors de son étape arctique du camp Union Glacier (en) au pôle Sud.
En 2004, Eric a reçu la Médaille de l’ordre de l’Australie (OAM) pour ses réalisations dans l’exploration polaire. Il est le cofondateur et président de l’International Polar Guides Association.
En 2013, Eric Philips a été guide pour l’association caritative britannique Walking With The Wounded lors du South Pole Allied Challenge. Aux côtés de célébrités comme le prince Harry, Dominic West et Alexander Skarsgård, trois équipes de soldats blessés venant du Royaume-Uni, des États-Unis, d’Australie et du Canada ont skié 200 km jusqu’au pôle Sud. Toujours en 2013, Eric a guidé Greenpeace lors d’une courte expédition à ski vers le pôle Nord, où une capsule symbolique contenant 2,7 millions de signatures et un message pour le futur a été déposée au fond de la mer.

## Mission spatiale
En août 2024, il est nommé spécialiste de mission et officier médical de la mission spatiale privée Fram2, qui décolle avec succès dans la nuit du 31 mars au 1er avril 2025 pour survoler les deux pôles de la Terre,,,. Prévue pour durer trois à cinq jours, cette mission utilise une capsule Crew Dragon pour réaliser une orbite polaire inédite, visant à étudier les régions polaires depuis l’espace et à collecter des données scientifiques sur les environnements extrêmes. Philips apporte son expertise des régions polaires et ses compétences médicales à l’équipage.
Grâce à ses expériences, Philips a développé des méthodes alternatives et très efficaces de voyage dans les régions polaires et a adopté l’utilisation de plastiques spécialisés dans la construction d’équipements spécifiques aux pôles. Il est l’inventeur de la fixation de ski Flexi, utilisée largement par les aventuriers polaires.
Philips est l’auteur du livre Icetrek. The Bitter Journey to the South Pole,.
Philips vit en Australie, avec sa femme Susy, où il dirige sa propre entreprise de guidage et de conception d’équipements polaires. Il a une fille, Mardi, et un fils, Kip.